# حامد سعيد
حامد حسني سعيد (4 أغسطس 1908 - 19 مارس 2006) رسام و مفكر مصري. شخصية مُتفردة في مسار الحركة التشكيلية المصرية في جانبها الفكري والتنظيري على وجه الخصوص، و صاحب بصمة واضحة على أجيال من الفنانين.
أسس جماعة الفن والحياة منذ عام 1946 التي اهتمت بتأمل ورسم الطبيعة واكتشاف قوانين النمو الخالدة فيها، متأثرًا بقراءاته التأملية من ناحية وبأستاذه أميديه أوزنفان من ناحية أخرى. كما أسس مركز الفن والحياة وأصبح أول رئيس لإدارة البحوث الفنية والتفرغ.

## سيرته
ولد حامد سعيد في 4 أغسطس 1908 في القاهرة، و درس في مدارسها حتى دخل مدرسة المعلمين العليا و تخرج منها.

سافر في بعثة إلي إنجلترا عام 1936 حيث قضي ثلاث سنوات في دراسة عملية مباشرة, بمعني أنه لم يهتم بالحصول علي شهادات بقدر ما اهتم بمعايشة الفن علي يد فنانين عظام. إذ تمرد على مناهج معهد تشيلسي الأكاديمية، وانتقل طواعية إلى أكاديمية أوزنفان للفنون الرفيعة، التي كانت مرسماً متواضعاً أنشأه الفنان أوزنفان(1886-1966)، الرسام الفرنسي صاحب نظرية النقاء و زعيم المدرسة النقائية، والتي شارك في إصدار بيانها عام 1919 مع زميله الفنان والمهندس المعماري العالمي لو كوربوزييه. وكان يشارك حامد سعيد في الدراسة هناك الفنان راتب صديق.
بعد عودته إلى مصر عام 1939، عُيّن لتدريس الرسم وتاريخ الفن بالمعهد العالي للمعلمين والإشراف على مكتبة المعهد، ثم انتدب للإشراف على مرسم الأقصر في أوائل الأربعينيات.
تأثر فكر حامد سعيد بقراءاته التأملية من ناحية وبأستاذه أوزنفان من ناحية أخرى، إذ ترك أثرًا عميقًا على توجهه الفني وتعاليمه الفنية فيما بعد. كما و يعترف بعظيم فضل الفن الصيني المنصت للطبيعة على فنه و فكره.
أسس جماعة الفن والحياة منذ عام 1946 على مبدأ التوعية بالعلاقة الطبيعية بين الفن والحياة، ساعياً لجعل كل منهما سوياً، بعيداً عن حال واقعه الذي انعزل فيه الفن و الحياة عن بعضهما، و الذي يصفه بأنه مرض يجب تحاشيه. كما تدعو هذه المدرسة إلى إعادة بناء الشخصية المصرية، وتوضيح المعنى الثقافي للثورة، وتبين روح الفن المصري وتصحيح مسار النشاط الثقافي في دائرة الفنون عن طريق وظيفة الفن الأساسية والأصلية. حققت الجماعة نجاحات كبيرة في معارضها السبعة التي أقامتها لأعمالها وفي مشاركتها في بينالي فينيسيا الدولي عام 1956، حيث كتب الناقد البريطاني الشهير هربرت ريد مقالا مطولا عن صدق واستقلالية هذه الجماعة التي نجحت في التعبير عن خبرة الفنان وإحساسه بالطبيعة باعتبارها منهجا ابتكارياً شديد التميز».
تزوج من الفنانة إحسان خليل التي كانت تلميذته و شاركته مسيرته و فكره، و قامت على إدارة مركز الفن و الحياة و شاركت معه في معارضهم الفنية التي وصلت إلى فيينا و باريس.
ظل يواصل لقاءاته الأسبوعية مع مريديه في قصر المانسترلي بالقاهرة في الستينات والسبعينات، ثم انتقل إلى منزله بالمرج الذي صممه صديقه المعماري حسن فتحي وعاش فيه مع زوجته حتى وفاته في 19 مارس 2006.

## فكره و فنه
كان حامد سعيد عميق الثقافة وخبيراً في الهوية المصرية الثقافية والفنية. أقام العديد من المعارض في مصر وفرنسا لفريق الفنانين الذين التفوا حوله وتعلموا على يديه، وهو معلم وفيلسوف وفنان قدير زاهد. اختار أن يعيش على الفطرة دون التعامل مع الكهرباء أو التلفزيون أو التليفون. وهو محرر الكتاب الهام «الفن المصري في الستينات» وعدد من الكتيبات والمؤلفات الهامة التي تتناول وجهة نظره العميقة في القضايا الفنية وارتباطها بالهوية والتراث والمعاصرة والعقيدة والمجتمع. كرس حامد سعيد طاقته الإبداعية لرسم عناصر الطبيعة، ومن أهم رموزها شجرة النبق التي عايشها في حديقة منزله بالمرج. ورسمها بالقلم الرصاص بصورة تأملية صوفية تتخطى بكثير مجرد التحديق والتسجيل والنسب إلى التحليق في قانون النمو في الطبيعة الموسيقية الحاكمة لحركات الخطوط ودرجات الظلال.
استعان حامد سعيد بالأقلام الخشبية الملونة وبالألوان المائية ولكن بأسلوبه الخاص الذي يقترب به من تفكير الرهبان البوذيين، من الزهد والاحتفال بقيمة الهمس البليغ البعيد عن الضوضاء والصخب. فاستخدام درجات باهتة شفافة نقائية وكان أحيانا يغطي لوحاته ذات المساحات الكبيرة بغلالات من الشاش للإمعان في تخفيف الطاقة الصادرة عن الألوان وهو بذلك فنان نقائي خالص. كما كان له تجربة مهمة شارك فيها عبد السلام الشريف وعبد الرازق صدقي ولبيب أسعد أثناء عضويتهم في جماعة الدعاية الفنية التي أسسها الرائد حبيب جورجي عام 1928 وهي عمل لوحات منفذة بطريقة الخيامية باستخدام الأقمشة والخيوط.
تحتضن مكتبة الإسكندرية اليوم 99 عملاً فنياً لحامد سعيد تجمعها تيمة تحت اسم «تأملات صوفية» ضمتها المكتبة إلى معارضها الدائمة. تعود بعض أعماله المعروضة إلى عشرينات القرن الماضي رسمها بالقلم الرصاص على الورق، بعضها يبلغ من الطول ثمانية أو تسعة أمتار، والعرض 120 سنتيمترا، وقد تم ترميم هذه الأعمال لإعدادها للعرض.

## مؤلفاته[8][9]
- ثلاث محاضرات في الفن 1942
- الفن وإعادة بناء الشخصية المصرية؛ الهيئة المصرية العامة للكتاب 1974م.
- المعنى الثقافى للثورة؛ الهيئة المصرية العامة للكتاب 1977.
- إحسان خليل، فنانة مصرية من أصدقاء الفن والحياة؛ الهيئة المصرية العامة للكتاب 1983.
- بناء الإنسان والتعليم؛ الهيئة المصرية العامة للكتاب 1988.
- بناء الإنسان والطفل؛ الهيئة المصرية العامة للكتاب 1990.
- بناء الإنسان والبيت؛ دار صادق للنشر، يناير 1994.
- الإتقان في بناء الإنسان؛ دار صادق للنشر 1995.
- الفن عبر العصور، نص غير منشور.
- روح الفن المصري؛ وزارة الثقافة والإعلام، مركز الفن والحياة، التاريخ غير مذكور.
- الفكرة المصرية في الفن.
- أساسيات الشخصية المصرية.
- الفن في مصر عبر العصور.
- وظيفة الفن.
- فن التصوير المصري.
- صورة من صلاة اخناتون.
- المفهوم المصري للفن.
- روح الفن المصري.
- مصر والقرن الواحد والعشرون.
- جوهر الحضارة ومشكل التعليم: من مجموعة أحاديث حول الفن والدولة وبناء الإنسان، ألقيت المجموعة الأولى منها في أتيليه القاهرة، نوفمبر 1978.
- الطفل وإعادة بناء الشخصية المصرية: اللقاء التاسع من لقاءات مركز الفن والحياة التي دارت حول الفن وإعادة بناء الشخصية المصرية، يونيو 1970.
- منشور بمناسبة إنشاء مركز الفن والحياة؛ وزارة الثقافة 1969.
- خواطر غير منشورة للفنان حامد سعيد، كتبت عام 1942.

## الجوائز المحلية
- وسام العلوم والفنون من الطبقة الأولى 1962.
- وسام الجمهورية من الطبقة الثالثة بمناسبة إحالته للمعاش 1968.
- جائزة الدولة التقديرية في الفنون 1981.
- وسام الاستحقاق من الدرجة الأولى 1981.
- قامت لجنة الفنون التشكيلية بالمجلس الأعلى للثقافة بتكريمه عام 2001 ضمن 11 شخصية في المجال التشكيلى.